# Луканин, Валентин Николаевич
Валентин Николаевич Луканин (13 марта 1931, Орехово-Зуево, Московская область, РСФСР, СССР — 13 июня 2002, Москва, Россия) — советский и российский учёный, специалист в области автомобильного транспорта и двигателестроения, ректор МАДИ (1982—2001), член-корреспондент АН СССР (1991), член-корреспондент РАН (1992).

## Биография
Родился 13 марта 1931 года в г. Орехово-Зуево Московской области.
В 1949 году — окончил с золотой медалью среднюю школу, а в 1954 году — с отличием окончил Московский автомобильно-дорожный институт (МАДИ), затем по распределению работал главным инженером Липецкой автотранспортной конторы.
Окончил аспирантуру по кафедре автотракторных двигателей и всю жизнь проработал в МАДИ (с 1958 года).
В 1962 году — защитил кандидатскую, а в 1971 году — докторскую диссертацию, в 1974 году — присвоено учёное звание профессора.
С 1979 по 2002 годы — заведующий кафедрой «Автотракторные двигатели» (с 1997 года — кафедра «Теплотехника и автотракторные двигатели»).
С 1982 по 2001 годы — ректор МАДИ.
В течение ряда лет работал в качестве советника министра образования Республики Куба.
В 1991 году — избран членом-корреспондентом АН СССР, в 1992 году — стал членом-корреспондентом РАН.
Умер 13 июня 2002 года в Москве. Похоронен на Ваганьковском кладбище, участок № 19.

## Научная деятельность
Специалист в области автомобильного транспорта и двигателестроения.
Являлся ведущим педагогом и крупным ученым в области энергетического машиностроения и автомобильного транспорта, автором фундаментальных теоретических и экспериментальных исследований в области двигателей внутреннего сгорания, основателем и руководителем школы исследователей-виброакустиков двигателей и автомобилей.
Инициатор, организатор и руководитель государственной научно-технической программы «Экологически чистый автомобиль». Он являлся руководителем и организатором научных исследований в Проблемной лаборатории транспортных двигателей МАДИ.
Создатель теории возникновения акустического излучения работающими двигателями внутреннего сгорания и на её основе разработаны конструкции двигателей, обеспечивающих пониженное акустическое излучение; развитием этих работ являются акустически рациональные конструктивные решения по компоновке легковых и грузовых автомобилей.
В свои последние годы создал учение об экологических качествах двигателей внутреннего сгорания, развив тем самым теорию ДВС, доказал, что в результате взаимодействия множества работающих двигателей внутреннего сгорания (автомобилей) с окружающей средой наступает такой предел насыщения отработавшими газами, превышение которого может привести к локальной экологической катастрофе.
Под руководством а разработаны промышленные образцы двигателей внутреннего сгорания, использующие в качества моторного топлива сжатый природный газ.
Под его руководством защищено 7 докторских более 50 кандидатских диссертаций.
Автор и соавтор около 350 печатных работ, в том числе 16 монографий, 7 учебников для высшей школы, которые переведены на английский, испанский, фарси языки, 34 авторских свидетельств на изобретения и патентов.
Президент Международной ассоциации автомобильно-дорожного образования (МААДО), действительный член и вице-президент Академии транспорта России, действительный член Международной инженерной академии, Международной академии наук высшей школы и Международной академии информатизации, почётный доктор Национального инженерного университета Республики Перу и Высшего политехнического института имени Хосе Антонио Эчеверриа г. Гаваны.

## Награды
- Орден «За заслуги перед Отечеством» IV степени (2000)
- Премия Правительства Российской Федерации в области науки и техники (в составе группы, за 1999 год) — за учебник-комплекс «Двигатели внутреннего сгорания» (1995 год)
- Орден Дружбы (1996)
- Орден «Знак Почёта» (1981)
- Медаль «В память 850-летия Москвы» (1997)
- Медаль Республики Куба «XX лет штурма Монкады» (1975)
- Почётный работник образования Российской Федерации (1996)